# 木藤たかお
木藤 たかお（きとう たかお、本名：木藤 隆雄、1947年〈昭和22年〉5月1日 - ）は、愛媛県を拠点に活動する日本のフリーアナウンサー。

## 来歴・人物
愛媛県松山市三津出身。
愛媛大学教育学部附属小学校、愛光学園、慶應義塾大学卒業。
1971年、ニッポン放送にアナウンサーとして入社。オールナイトニッポンのパーソナリティを勤めた後退社、フリーとなる。フジテレビのクイズ・ドレミファドン!で「ハイカラマン」として出演した。FM歌謡アベニューほかJFN系列の番組にも出演したりなどの経験もある。
1994年10月から静岡第一テレビで静岡○ごとワイドのメインキャスターを務めるが、1999年に母親の介護のため一時帰郷し、愛媛朝日テレビの「ガブリっ!とテレビ」のキャスター(もう一人は野村久子)を務める。「ガブリっ!とテレビ」終了後、静岡に復帰し再び静岡○ごとワイドのメインキャスターとして返り咲く。故郷・愛媛の南海放送ラジオの生番組にも出演しているため、週一回、静岡と愛媛を往復していた。
その後、父親の介護のため2005年10月末に静岡○ごとワイドを降板し、帰郷。愛媛で介護をしながらラジオ番組にのみ出演することとなった。

## 現在の出演番組
- 情熱人×木藤たかお（南海放送）

## 過去の出演番組
- オールナイトニッポン電話リクエスト（ニッポン放送 日曜深夜、1970～80年代）
- 話題騒然夕刊タモリ（ニッポン放送）
- FMさわやかスタジオ（JFNC）[1]
- FM歌謡アベニュー（JFNC）
- 歌謡歳時記（JFNC）
- 静岡○ごとワイド（静岡第一テレビ、～2005年10月31日）
- 木藤たかおのガブリっ!とテレビ（愛媛朝日テレビ）
- 木藤たかおのラジオ宣言（南海放送）
- フォーマットRADIO 木藤たかおの日曜Press-Club（南海放送）
- 木藤たかおのラヂオ本町!一丁目一番地!（南海放送）

他多数